# Adrian (Minnesota)
Adrian è una città degli Stati Uniti d'America, situata in Minnesota, nella contea di Nobles.